# Lac Karujärv
Le lac de l'ours (en estonien : Karujärv) ou lac Järumetsa (en estonien : Järumetsa järv) est un lac de la commune de Saaremaa en Estonie.

## Géographie
Le lac Karujärv est situé à 4,5 km au nord-ouest du village de Kärla.
Le lac Karujärv s'étend sur 346 hectares (350 hectares avec les îles), sa profondeur maximale est de 6 mètres et le lac est à 32,2 m d'altitude. 
Le lac compte cinq îles.
Le lac Karujärvi est riche en écrevisses, il est également relativement riche en espèces de poissons.
Le lac abrite des perches, des brochets, des ides mélanotes, des rotengles, des tanches, des corégones lavarets et des chabots communs.
La longueur du littoral est de 12,276 km. Le lac mesure 2,8 km de long et 2,2 km de large. 
Les rives du lac sont en grande partie couvertes d'une forêt dense. 
Le fond du lac est sablonneux et il y a des plages de sable dans la zone du camping
À l’époque soviétique, le lac était un terrain d’entraînement pour l’armée de l’air. Par conséquent, il y a des bombes aériennes non explosées dans le lac.

## Galerie

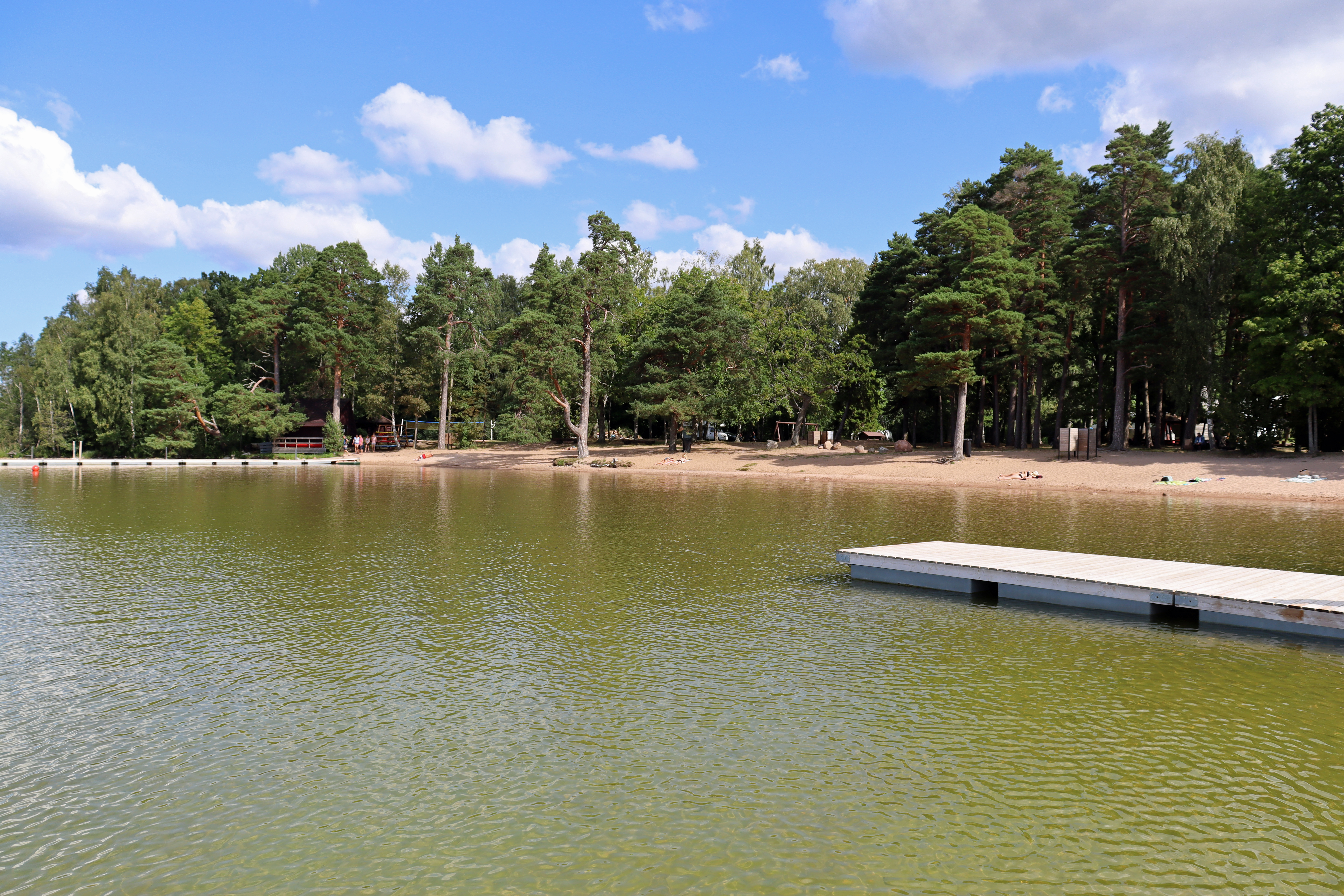
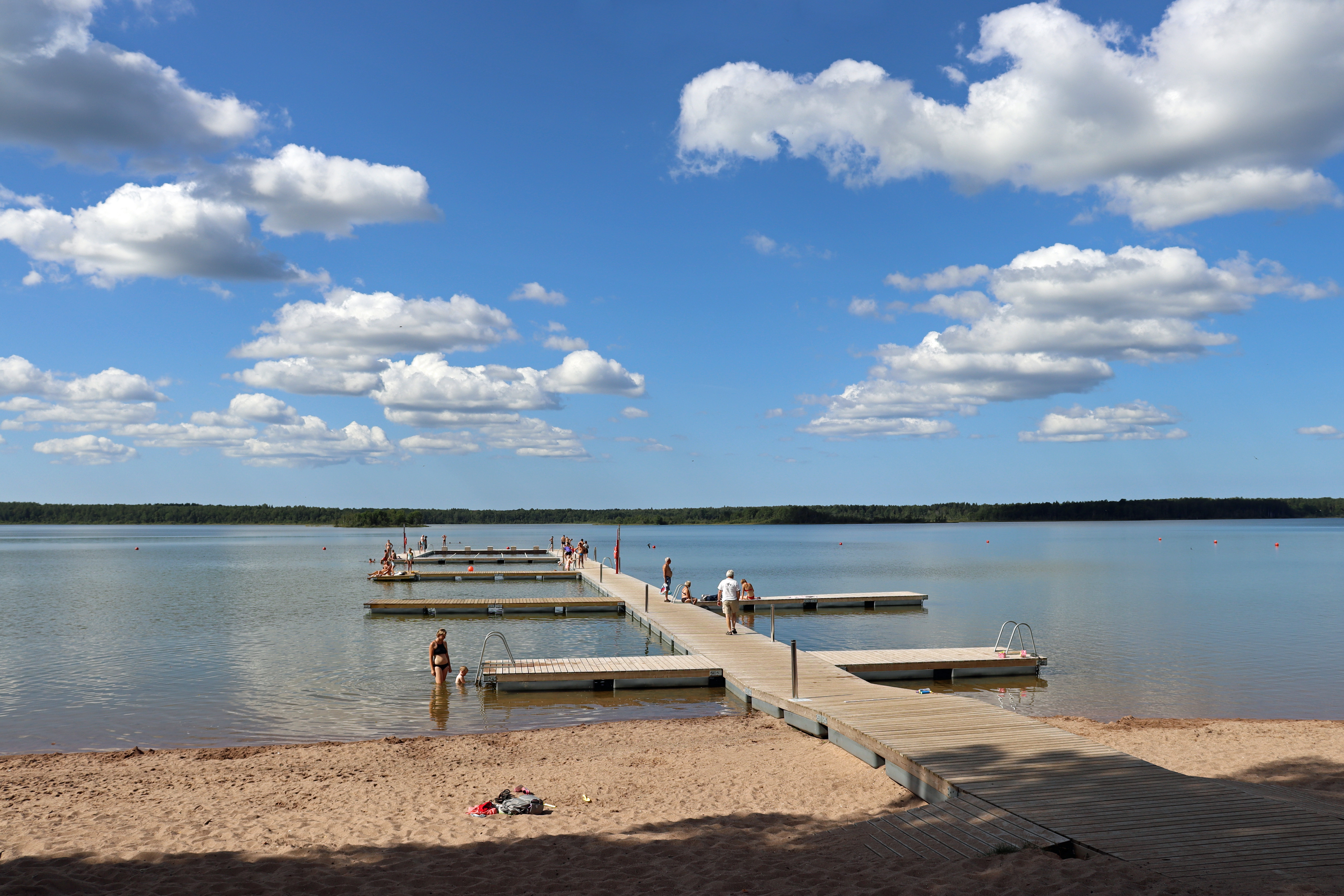